# Бонозиан
Бонозиан (лат. Bonosianus) — римский политический деятель в правление императора Гонория.
Известен лишь из двух эдиктов Гонория и Феодосия (сохранились в составе «Кодекса Феодосия»), которые были ему адресованы, как префекту Рима.
Исходя из времени появления эдиктов, дается примерная датировка его префектуры. Первый эдикт на его имя датируется 25 сентября 409 года, второй — 28 ноября 411.